# Lycaena andicola
Lycaena andicola är en fjärilsart som beskrevs av Frederick DuCane Godman och Osbert Salvin 1891. Lycaena andicola ingår i släktet Lycaena och familjen juvelvingar. Inga underarter finns listade i Catalogue of Life.